# Ceremonielle grevskaber i England
Ceremonielle grevskaber i England (engelsk ceremonial counties) er områder i England, som får udnævnt en statholder (Lord-Lieutenant), der er en personlig repræsentant for den britiske monark.
Grevskaberne er definerede af regeringen. De følger i udgangspunktet grænserne for de administrative grevskaber. I mange tilfælde er det ceremonielle grevskab større end det administrative grevskab. Nogle byer er nemlig selvstyrende enheder, der ikke er underlagt et grevskabsråd (amtsråd). 
Når man omtaler et grevskab som en geografisk enhed, er det oftest det ceremonielle grevskab, som man sigter til.  

## Kort
| 1. Northumberland 2. Tyne and Wear 3. Durham 4. Cumbria 5. Lancashire 6. North Yorkshire 7. East Riding of Yorkshire 8. South Yorkshire 9. West Yorkshire 10. Greater Manchester 11. Merseyside 12. Cheshire 13. Derbyshire 14. Nottinghamshire 15. Lincolnshire 16. Rutland 17. Leicestershire 18. Staffordshire 19. Shropshire 20. Herefordshire 21. Worcestershire 22. West Midlands 23. Warwickshire | 1. Northamptonshire 2. Cambridgeshire 3. Norfolk 4. Suffolk 5. Essex 6. Hertfordshire 7. Bedfordshire 8. Buckinghamshire 9. Oxfordshire 10. Gloucestershire 11. Bristol 12. Somerset 13. Wiltshire 14. Berkshire 15. Greater London 16. Kent 17. East Sussex 18. West Sussex 19. Surrey 20. Hampshire 21. Isle of Wight 22. Dorset 23. Devon 24. Cornwall |  |
| Ikke vist: City of London, ligger indenfor Greater London. | |  |

## Definitioner
- Bedfordshire, inkluderet Luton
- Berkshire
- Bristol
- Buckinghamshire, inkluderet Milton Keynes
- Cambridgeshire, inkluderet Peterborough
- Cheshire, inkluderet Halton og Warrington
- City of London
- Cornwall, inkluderet Scilly-øerne
- Cumbria
- Derbyshire, inkluderet Derby
- Devon, inkluderet Plymouth og Torbay
- Dorset, inkluderet Bournemouth og Poole
- Durham, inkluderet Darlington, Hartlepool og Stockton-on-Tees nord for floden
- East Riding of Yorkshire, inkluderet Kingston-upon-Hull
- East Sussex, inkluderet Brighton and Hove
- Essex, inkluderet Southend-on-Sea og Thurrock
- Gloucestershire, inkluderet South Gloucestershire
- Greater London, undtaget City of London
- Greater Manchester
- Hampshire, inkluderet Southampton og Portsmouth
- Herefordshire
- Hertfordshire
- Isle of Wight
- Kent, inkluderet Medway
- Lancashire, inkluderet Blackburn with Darwen, og Blackpool
- Leicestershire, inkluderet Leicester
- Lincolnshire, inkluderet North Lincolnshire, og North East Lincolnshire
- Merseyside
- Norfolk
- North Yorkshire, inkluderet York, Middlesbrough, Redcar and Cleveland og Stockton-on-Tees syd for floden
- Northamptonshire
- Northumberland
- Oxfordshire
- Rutland
- Shropshire, inkluderet Telford and Wrekin
- Somerset, inkluderet Bath and North East Somerset og North Somerset
- South Yorkshire
- Staffordshire, inkluderet Stoke-on-Trent
- Suffolk
- Surrey
- Tyne and Wear
- Warwickshire
- West Midlands
- West Sussex
- West Yorkshire
- Wiltshire, inkluderet Swindon
- Worcestershire